# خليفان
خليفان هي مدينة في مقاطعة مهاباد، إيران. عدد سكان هذه المدينة هو 749 في سنة 2016.